# Palaeomystella tibouchinae
Palaeomystella tibouchinae is een vlinder uit de familie wilgenroosjesmotten (Momphidae). De wetenschappelijke naam van de soort is voor het eerst geldig gepubliceerd in 2008 door Vitor O. Becker & David Adamski.

## Type
- holotype: "male, 4.X.1984"
- instituut: MNRJ, Federale Universiteit van Rio de Janeiro, Rio de Janeiro, Brazilië
- typelocatie: "Brazilië, Federaal District, Brasília, 1000m"